# Élisabeth-Sophie Chéron
Pour les articles homonymes, voir Chéron.
Élisabeth-Sophie Chéron, née le 3 octobre 1648 à Paris, où elle est morte le 3 septembre 1711, est une artiste peintre sur émail, graveuse, poétesse et traductrice française.

## Biographie
Elle est la fille d’Henri Chéron et de Marie Le Fèvre. Elle est élevée dans la religion protestante. Son père quitte la France pour fuir les persécutions alors qu'elle n'a que 16 ans. Elle doit alors subvenir aux besoins de sa famille, soit sa mère, sa sœur Anne et son frère Louis. Ce dernier, étant resté protestant, quitte par la suite la France. Elle abjure en 1668.
Charles Le Brun la présente le 11 juin 1672 à l’Académie royale de peinture et de sculpture, où elle est admise. Avec son morceau de réception, elle est la première en France à réaliser un autoportrait féminin en peinture. Elle est la quatrième femme peintre à entrer dans cette académie, neuf ans après Catherine Girardon et trois ans après Madeleine Boullogne et Geneviève Boullogne, les deux filles de Louis. En 1699, l’Académie des Ricovrati de Padoue l’avait admise au rang de ses membres sous le nom de la « Muse Erato ».
Elle épouse en premières noces Albert Godefroy, greffier en chef de la terre et pairie d'Avesnes, puis, devenue veuve, elle se remarie en 1692 avec Jacques Le Hay, ingénieur du roi, alors qu’elle est âgée de quarante-quatre ans. Cette union est un mariage blanc. Un de ses biographes rapporte ce mot de la nouvelle mariée, au sortir de l’église, à Le Hay : « Nous voilà donc mariés, Monsieur, à la bonne heure, l’estime, séparée de l’amour, ne nous en demande pas davantage. ».

## Œuvres

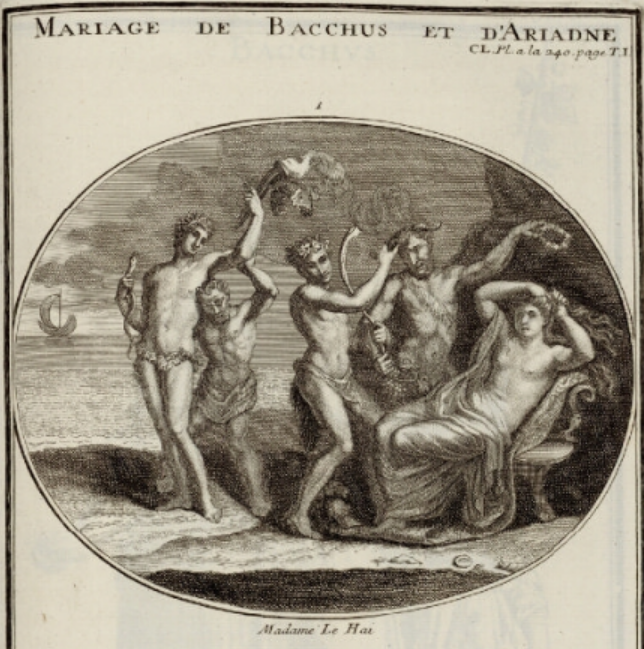
Mariage de Bacchus et Ariane. Illustration reprise dans L’Antiquité expliquée de Bernard de Montfaucon (1719).

### Œuvre picturale
- Suite de 36 pièces gravées pour le Livre à dessiner composé de testes tirées des plus beaux ouvrages de Raphaël. Chez l'autheur (sic) et chez Langlois, Paris 1706
- Autoportrait, 1672, Musée du Louvre. Morceau de réception qui permet à Chéron d'entrer à l'Académie royale de peinture et de sculpture[4].
- Portrait d’Antoinette Deshoulières
- Descente de Croix, d’après Gaetano Giulio Zumbo[5].
- Sainte Cécile, gravure d'après Raphaël[6].

### Poèmes
- Les Cerises renversées, poème héroïque, publié après sa mort, et mis en vers latins par Raux (Giffart, 1717) ; à la suite de Batrachomyomachie d'Homère, ou Combat des rats et des grenouilles en vers françois, par le docteur Junius Biberius Mero. Lire en ligne sur Gallica
- La coupe du Val de Grâce pièce de vers attribuée à Mademoiselle Chéron en réponse au poème de Molière "La gloire du Val de Grâce" Lire en ligne sur Gallica

### Traductions
- Essay de Pseaumes et cantiques mis en vers, et enrichis de figures. Par Mademoiselle ***, Paris, Michel Brunet, 1694, lire en ligne sur Gallica.
- Le Cantique d’Habacuc et le Pseaume, traduit en vers français (Paris, s. n, 1717).
- Fragment de sa traduction de l’Ode sur la description de Trianon (traduction d'une ode latine) Ode sur la description de Trianon.
  - Élisabeth-Sophie Chéron sur data.bnf.fr

## Source partielle
- Marie-Nicolas Bouillet  et Alexis Chassang (dir.), « Élisabeth-Sophie Chéron » dans Dictionnaire universel d’histoire et de géographie, 1878 (lire sur Wikisource)